# Cornelia Schlosser
Cornelia Friederica Christiana Schlosser, nata Goethe (Francoforte sul Meno, 7 dicembre 1750 – Emmendingen, 8 giugno 1777), fu la sorella di Johann Wolfgang von Goethe, l'unica, fra i fratelli dello scrittore, a sopravvivere fino all'età adulta.

## Vita

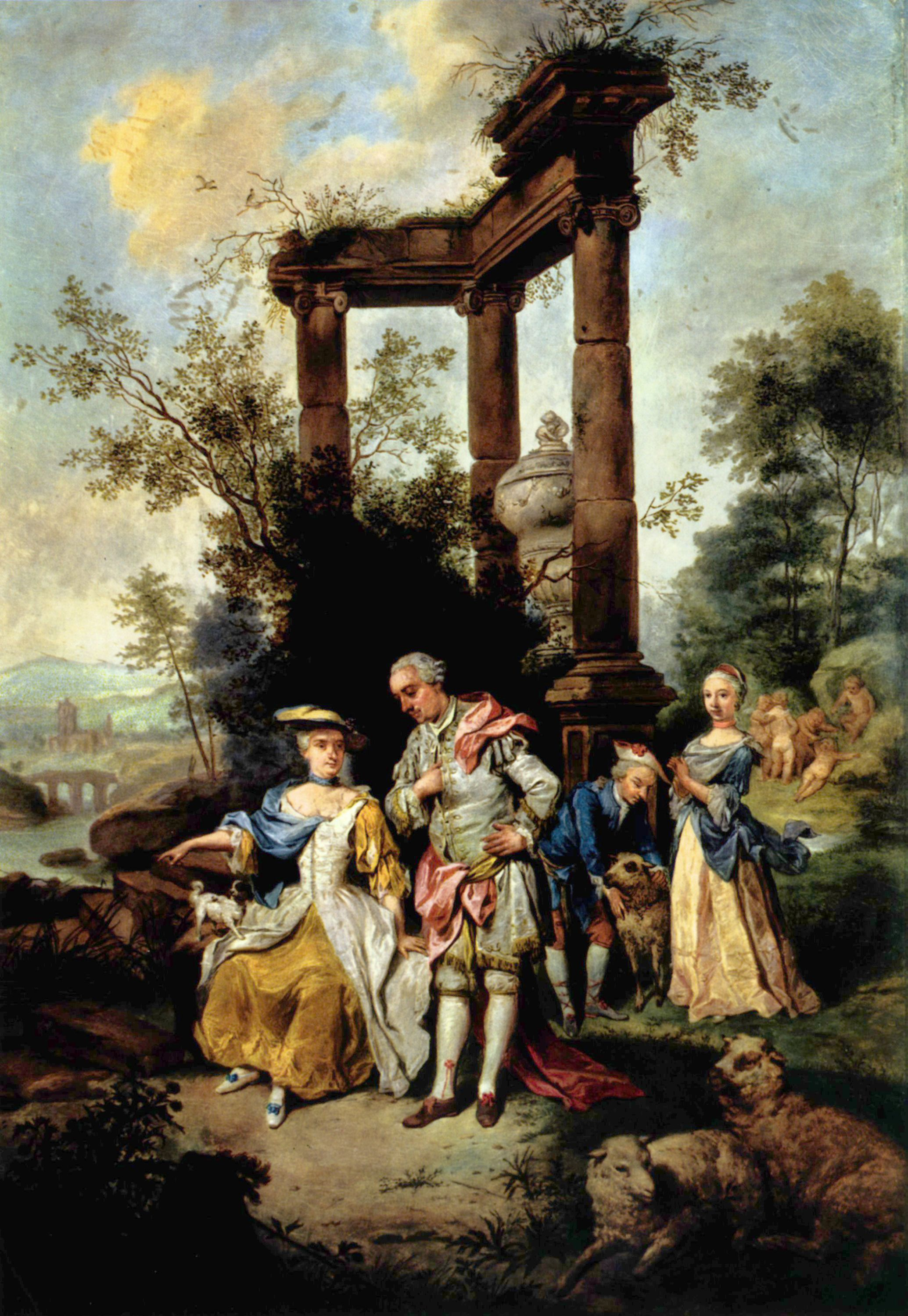
La famiglia Goethe nel 1762. Cornelia è la prima da destra.

Cornelia Goethe nacque a Francoforte sul Meno 15 mesi dopo il fratello Johann Wolfgang. Suo padre Johann Caspar Goethe (29 luglio 1710 - 25 maggio 1782), consigliere imperiale, reputava opportuno che una donna appartenente all'alta società ricevesse un'istruzione adeguata. Cornelia fu quindi istruita insieme al fratello, cosa inusuale per i tempi.
A tre anni fu mandata in un asilo dove imparò a leggere e a scrivere con Madgalena Hoff. Dall'età di sette anni fu affidata ad un tutore, Johann Heinrich Thym, insieme al fratello. Le prime lingue che imparò furono il latino e il greco antico. Due anni dopo iniziò a studiare anche il francese. Studiò inoltre inglese, italiano, legge, geografia, matematica, calligrafia. Apprese canto, piano e disegno; prese lezioni di scherma ed equitazione così come di ballo e di etichetta. Nel poco tempo libero restante si dedicava alla letteratura, interesse di cui discuteva con il fratello.
Cornelia era piuttosto estranea all'ambiente rilassato del tempo a causa della sua natura seria ed ipocondriaca, e non riusciva a rapportarsi con i suoi genitori. Cornelia aveva una personalità diversissima da quella di sua madre, Katharina Elisabeth Goethe (1731-1808), donna molto spensierata, e non riusciva a perdonare il padre per averla oberata di lezioni, privandola quindi della spensieratezza dell'infanzia. Cornelia si trovava più a suo agio in compagnia del fratello, che la capiva e non ignorava le sue ambizioni intellettuali.
Il rapporto fra Cornelia e Johann Wolfgang fu fonte di affetto e conforto per lo scrittore, soprattutto nei momenti difficili e pieni di vergogna che seguirono alla rottura con la sua fidanzata Gretchen. 
Allo stesso tempo, il rapporto di Cornelia con il fratello fu molto probabilmente il più felice ed il più intimo di tutta la sua vita.
Il circolo di amiche di Cornelia consisteva in un gruppo di ragazze carine ma piuttosto superficiali, che si godevano le esuberanze della giovinezza e che includevano Cornelia fra di loro perché non la consideravano una minaccia. 
Cornelia infatti non possedeva una bellezza convenzionale, ma il fratello ammirava i suoi occhi profondi e intelligenti.
Quando Johann Wolfgang andò a Lipsia per studiare legge, Cornelia rimase a Francoforte. I due fratelli si ritrovarono per la prima volta divisi. 
Al ritorno di Johann Wolfgang, tre anni dopo, Cornelia notò che il fratello aveva adottato l'attitudine prevalente a quel tempo nei confronti delle donne, considerandole subordinate agli uomini. Si interessò grandemente ai risultati letterari del fratello e fu spesso la prima a visionare i suoi piani, le sue bozze e le revisioni.
Cornelia soffriva per la posizione svantaggiata delle donne, ma non vedeva alternativa al matrimonio: "E' chiaro che non posso rimanere signorina tutta la vita, e pensare una cosa simile è ridicolo", scrisse in francese alla sua amica Katharina Fabricius in quel periodo.
Cornelia sposò Johann Georg Schlosser, un giurista, il 1º settembre 1773. Il matrimonio non fu felice. Ne nacquero due figlie, Maria Anne Louise ("Lulù") e Catharina Elisabeth Julie ("Juliette"). Il primo parto, nell'ottobre 1774, minò seriamente la salute di Cornelia, che rimase quasi due anni allettata. Rimase poi di nuovo incinta e diede alla luce la secondogenita il 10 maggio 1777.
Cornelia morì quattro settimane dopo, all'età di 26 anni, per le complicazioni del parto. 

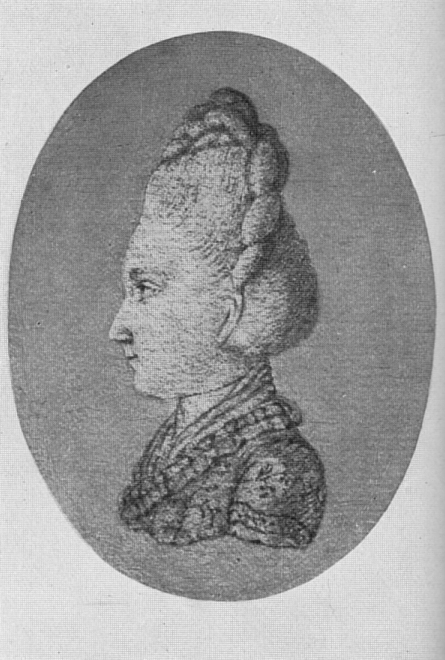
Cornelia Schlosser

## Eredità
Il Centro per gli studi di genere e delle donne all'Università di Francoforte porta il suo nome, così come il premio che conferisce.

## Riferimenti e bibliografia
- Cornelia Goethe.
- Cornelia Goethe Centrum, su cgc.uni-frankfurt.de. URL consultato il 5 maggio 2017 (archiviato dall'url originale il 31 gennaio 2017).
- "The Youth of Goethe", P. Hume Brown, Haskell House Publisher, Google Books
- Sigrid Damm, Cornelia Goethe, edizione italiana a cura di M. Torre, Bollati Boringhieri, Torino, 1991.